# Clermontia lindseyana
Clermontia lindseyana är en klockväxtart som beskrevs av Joseph Rock. Clermontia lindseyana ingår i släktet Clermontia, och familjen klockväxter. Inga underarter finns listade i Catalogue of Life.